# Juquinha da Serra
Juquinha da Serra foi a alcunha pela qual o andarilho brasileiro José Patrício ficou conhecido na região brasileira da Serra do Cipó, no interior do estado de Minas Gerais. Juquinha tinha o hábito de interpelar os turistas da região, a fim de vender ou trocar plantas por alimento ou dinheiro. Assim, com o passar dos anos acabou por se tornar um símbolo local.
| “                                     | O Juquinha, para mim, é a lembrança da minha infância, de quando eu passava férias na casa dos meus avós, em Conceição do Mato Dentro. Ele sempre andando pelas montanhas, às vezes na beira da estrada. Pedia ajuda, pedia fósforo, pedia pão e o que se tinha se dava para ele e o que ele tinha ele dava de volta, geralmente buquês silvestres que ele mesmo fazia. Às vezes, a gente não queria as flores, mas ele jogava dentro do carro um maço de sempre-vivas em agradecimento. | ” |
| — Virgínia Ferreira, artista plástica | |   |

Juquinha nunca se casou e morreu no ano de 1983.

## Estátua
Em sua homenagem foi erguida uma estátua de cerca de 3 metros de altura num terreno que desde 2020 pertence ao conglomerado britânico de mineração chamado Anglo American. Ela foi construída no ano de 1987 pela artista plástica Virgínia Ferreira e foi instalada no alto das montanhas do município de Santana do Riacho, numa área conhecida como Alto Palácio. Trata-se de um monumento de 3 metros de altura por 2,5 metros de largura cuja construção utilizou ferro e cimento e precisou de 2 caminhões de argila. A área atraiu a atenção de turistas e, sem controle, acabou por ser alvo frequente de depredação e pichações. Após um período de acesso restrito, a área foi reaberta ao público e é monitorada com o auxílio de câmeras de segurança.
| “                                                                                          | O Juquinha era considerado um guardião da Serra do Cipó e a sua história é transmitida de geração em geração. Sua estátua teve deterioração ocorrida ao longo do tempo e por ações de terceiros. No fim de 2020, a Anglo American comprou a área onde está instalado o monumento do andarilho com objetivo de preservar o local. | ” |
| — Claudiana Souza, coordenadora de Desenvolvimento Sustentável da Anglo American no Brasil | |   |

## Controvérsias
Sem qualquer conhecimento de botânica, Juquinha acabava por vezes por destruir espécies raras e endêmicas da região, tal como a Constantia cipoensis.